# Peppino D'Agostino
Peppino D'Agostino (Messina, 1956) è un chitarrista italiano.

## Biografia
Nato a Messina nel 1956 e vissuto a Torino, formò con Alfredo Morabito ed Enzo Ponzio i "Bluerba" (nome nato italianizzando bluegrass), con cui incise l'omonimo album.
Nel 1985 si trasferì negli Stati Uniti, dove è attualmente residente, per inseguire il suo sogno di diventare un famoso chitarrista e compositore. Dopo un periodo di gavetta, diventò un chitarrista stimato sia dalla critica sia dal pubblico.
La sua fantastica tecnica fingerstyle fu sicuramente influenzata dall'ascolto dei grandi artisti americani e inglesi da Chet Atkins a John Renbourn fino a Leo Kottke. Una caratteristica dei suoi pezzi, composti per chitarra acustica, è quella di una complessità crescente delle sue melodie lungo lo svolgimento dei brani, i quali spesso culminano con un'esplosione di note e di coloriture.
Sempre alla ricerca di nuove sonorità, è considerato uno dei maggiori esponenti della tecnica del fingerpicking e un grande sperimentatore delle accordature aperte, pur avendo in repertorio brani che coprono una grande varietà di stili, comprese alcune tecniche percussive. Nel 2007 è stato eletto miglior chitarrista acustico vincendo il Guitar Player Readers Choice Award. Ha inciso diversi CD tra cui uno, Bayshore road, con Stef Burns per l'etichetta di Steve Vai Favored Nations. Ha registrato anche diversi DVD didattici.
Nel 2009 ha collaborato al disco De La Buena Onda del chitarrista italiano Flavio Sala, mentre nel 2011 ha collaborato con Vasco Rossi nel singolo Stammi vicino.

## Discografia parziale
- 1981: Bluerba (Drums, 2080; con i Bluerba)
- 1984: Silk and Steel (Lizard/Italy)
- 1987: Acoustic Spirit (Shanachie/USA)
- 1988: Sparks (Shanachie/USA)
- 1993: Close to the Earth (Rhino / Wea)
- 1994: Close to the Heart (Mesa Bluemoon/USA)
- 1995: Venus Over Venice (Mesa Bluemoon/USA)
- 1997: Ardena, L’Isola Che Non C’È (New Sound Multimedia/Italy)
- 1999: Glimpse of Times Past
- 2001: Classic/Steel (with David Tanenbaum)
- 2002: Every Step Of The Way (Favored Nations Acoustic)
- 2005: Bayshore Road, con Stef Burns
- 2006: International Guitart Night (Warner Music Canada)
- 2008: Made in Italy (MesaBluemoon/USA)
- 2010: Nine White Kites (Peppino D'Agostino)
- 2011: Vivere o niente